# Sierra Nevada (Spanje)
De Sierra Nevada is een gebergte in de regio Andalusië in het zuiden van Spanje. Het behoort tot een verzameling bergketens die de Betische cordillera worden genoemd. Sierra Nevada is Spaans voor besneeuwde bergketen.

## Kenmerken
De Sierra Nevada omvat zestien bergtoppen die hoger zijn dan 3000 meter. Een van die bergen in dit gebergte is de hoogste berg van het Iberisch schiereiland, de Mulhacén (3482 m). Verder maakt het Nationaal park Sierra Nevada deel uit van het gebergte. Het is onder meer het leefgebied van de Spaanse steenbok (Capra pyrenaica) en het wild zwijn (Sus scrofa). Dicht bij de Pico Veleta top staat de IRAM 30-m millimeter radiotelescoop: de op een na grootste (sub)mm radiotelescoop ter wereld. Het observatorium wordt ieder jaar door meer dan 200 wetenschappers van over de hele wereld bezocht.

## Ontstaan

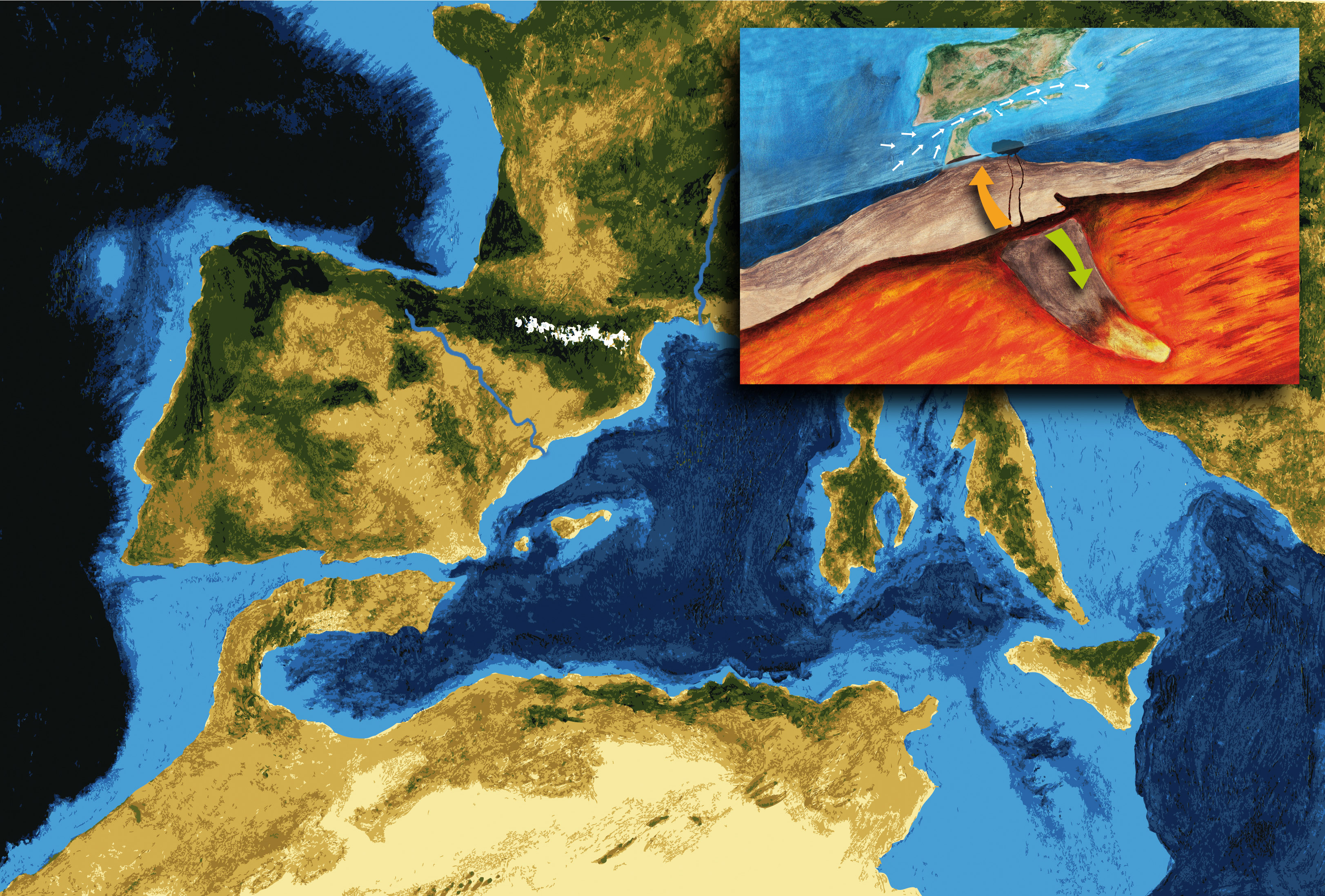
Situatie zes miljoen jaar geleden

De bergketen is ongeveer zes miljoen jaar geleden ontstaan door tektonische bewegingen tegen het Spaanse schiereiland. Vroeger was er op die plaats een zeestraat. Door bodemvloeiing (solifluctie ) zijn de bergen afgevlakt en gerond.

## Sport
In de Sierra Nevada bevindt zich een groot skigebied, waarbinnen de gemeente Monachil in 1996 de locatie was voor de Wereldkampioenschappen alpineskiën. Dit was een jaar later dan gepland, omdat er in 1995 bijna geen sneeuw was gevallen; in 1996 was er weer volop sneeuw. Een belangrijk skigebied is verder Solynieve, Spaans voor zon en sneeuw, waarvan Pradollano (2100 m) en Borreguiles (2600 m) de belangrijkste dorpen zijn. Er bevinden zich 85 km aan pistes en er kan geskied worden tot aan de Pico Veleta die 3396 m hoog is.
Sierra Nevada fungeert regelmatig als aankomstplaats van etappes in de wielerkoers Ronde van Spanje. De finish ligt daarbij niet telkens op dezelfde locatie en hoogte. Ritwinnaars op Sierra Nevada zijn:
| Jaar | Naam               | Land        |
| ---- | ------------------ | ----------- |
| 1979 | Felipe Yáñez       | Spanje      |
| 1981 | Giovanni Battaglin | Italië      |
| 1986 | Felipe Yáñez       | Spanje      |
| 1990 | Patrice Esnault    | Frankrijk   |
| 1994 | Tony Rominger      | Zwitserland |
| 1995 | Bert Dietz         | Duitsland   |
| 1997 | Yvon Ledanois      | Frankrijk   |
| 2002 | Guido Trentin      | Italië      |
| 2003 | Félix Cárdenas     | Colombia    |
| 2004 | Santiago Pérez     | Spanje      |
| 2009 | David Moncoutié    | Frankrijk   |
| 2011 | Daniel Moreno      | Spanje      |
| 2017 | Miguel Ángel López | Colombia    |
| 2022 | Thymen Arensman    | Nederland   |